# Piotr Pospelov
Pour les articles homonymes, voir Pospelov.
Piotr Nikolaïevitch Pospelov (en russe : Пётр Николаевич Поспелов) (Konakovo, 20 juin 1898 - Moscou, 22 avril 1979) est un hiérarque du Parti communiste de l'Union soviétique, bolchévique dès 1916, propagandiste, membre de l'Académie des Sciences de l'URSS depuis 1953, rédacteur en chef de la Pravda, directeur de l'Institut du Marxisme-Léninisme.
Il fut un fervent partisan de Staline avant de se rallier totalement, après la mort de ce dernier, à Nikita Khrouchtchev. Un des idéologues et théoriciens du nationalisme bolchévique après 1946, Pospelov définit les directives idéologiques d'une nouvelle représentation de l'Occident comme anti-modèle aux débuts de la guerre froide.
Fils d'un employé de bureau, il étudia au lycée de Tver puis, à partir de 1916 fit des études d'agronomie à Tcheliabinsk et à Moscou. Cette même année, il adhéra au POSDR. À Tver, de 1917 à 1918, il fut activiste de ce parti, en même temps qu'il était secrétaire du syndicat des travailleurs du textile. Il poursuivit son activisme en 1918 et 1919 en Sibérie, principalement à Tcheliabinsk.